# Pallanuoto ai II Giochi asiatici
Il II torneo asiatico di pallanuoto venne disputato dal 5 all'8 maggio 1954 nell'ambito dei II Giochi asiatici, svoltisi nella capitale filippina, Manila.
Presero parte al campionato 6 formazioni nazionali, divise in due gruppi da tre: le prime due furono promosse alla finale.
La squadra di Singapore conquistò il suo primo titolo asiatico.

## Fase preliminare

### Gruppo A
| 5 maggio | Singapore | 14 – 1 | Filippine |  |

| 6 maggio | Filippine | 2 – 10 | Hong Kong |  |

| 7 maggio | Singapore | 15 – 3 | Hong Kong |  |

|    | Squadra   | Punti | G | V | N | P | GF | GS | Diff |
| -- | --------- | ----- | - | - | - | - | -- | -- | ---- |
| 1. | Singapore | 4     | 2 | 2 | 0 | 0 | 29 | 4  | +25  |
| 2. | Hong Kong | 2     | 2 | 1 | 0 | 1 | 13 | 17 | -4   |
| 3. | Filippine | 0     | 2 | 0 | 0 | 2 | 3  | 24 | -19  |

### Gruppo B
| 5 maggio | Giappone | 9 – 0 | Taiwan |  |

| 6 maggio | Giappone | 11 – 3 | Indonesia |  |

| 7 maggio | Indonesia | 8 – 3 | Taiwan |  |

|    | Squadra   | Punti | G | V | N | P | GF | GS | Diff |
| -- | --------- | ----- | - | - | - | - | -- | -- | ---- |
| 1. | Giappone  | 4     | 2 | 2 | 0 | 0 | 20 | 3  | +17  |
| 2. | Indonesia | 2     | 2 | 1 | 0 | 1 | 11 | 14 | -3   |
| 3. | Taiwan    | 0     | 2 | 0 | 0 | 2 | 3  | 17 | -14  |

## Finali

### Medaglia di Bronzo
| 8 maggio | Hong Kong | 5 – 8 | Indonesia |  |

### Medaglia d'Oro
| 8 maggio | Singapore | 4 – 2 | Giappone |  |

## Classifica finale
| Pos.    | Squadra   |
| ------- | --------- |
| Oro     | Singapore |
| Argento | Giappone  |
| Bronzo  | Indonesia |
| 4       | Hong Kong |
| 5       | Taiwan    |
| 6       | Filippine |

## Fonti
- (EN) AASF - All Asian Games results (PDF), su asiaswimmingfederation.org. URL consultato il 10 marzo 2011 (archiviato dall'url originale l'11 agosto 2011).
- (EN) Todor66.com - Sport statistics Archive, su todor66.com.